# Cal Benito (Montoliu de Segarra)
Cal Benito és una obra de Montoliu de Segarra (Segarra) inclosa a l'Inventari del Patrimoni Arquitectònic de Catalunya.

## Descripció

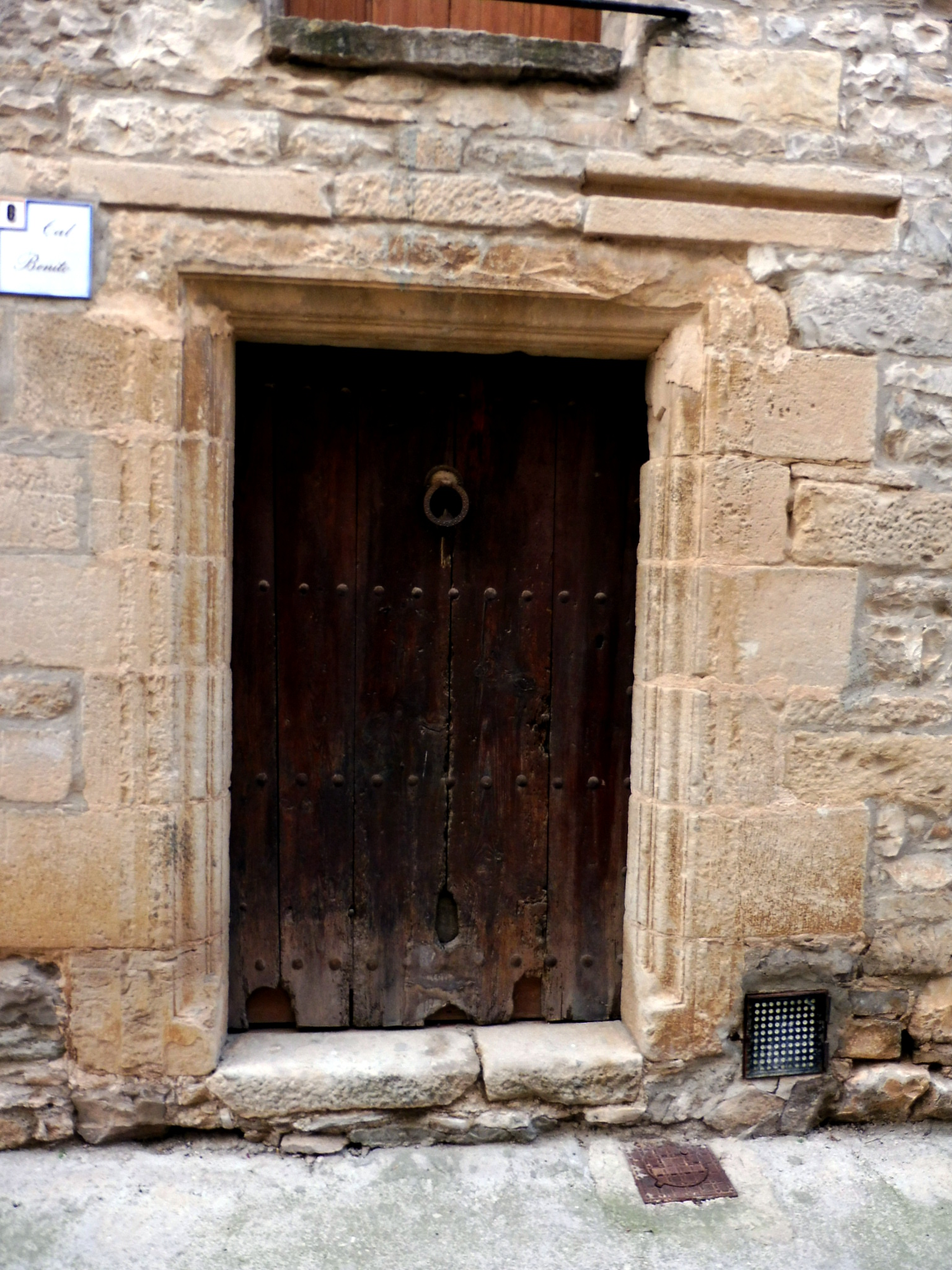
Porta allindanada

És una casa situada al carrer Major, entre mitgeres i perfectament integrat al nucli urbà del poble. L'edifici es presenta de planta rectangular, estructurat a partir de planta baixa primer pis i golfes, i amb coberta a doble vessant. L'element més destacable el troben a l'estructura de la porta d'accés situada a la façana principal. Es tracta d'una porta allindada que presenta un treball motllurat a la llinda i brancals de la mateixa i que recorda l'estil renaixentista. L'obra presenta un parament paredat amb pedra del país, així com carreus motllurats a la porta d'accés.

## Història
El creixement urbà de la població de Montoliu de Segarra fa que al llarg dels segles xvi i xvii s'estructuri el seu carrer Major, situat a la part baixa del poble, amb la construcció d'un nou pas d'accés a l'interior del poble, a partir dels portals situats al començament d'aquest carrer.